# Magí Ferrer i Pons

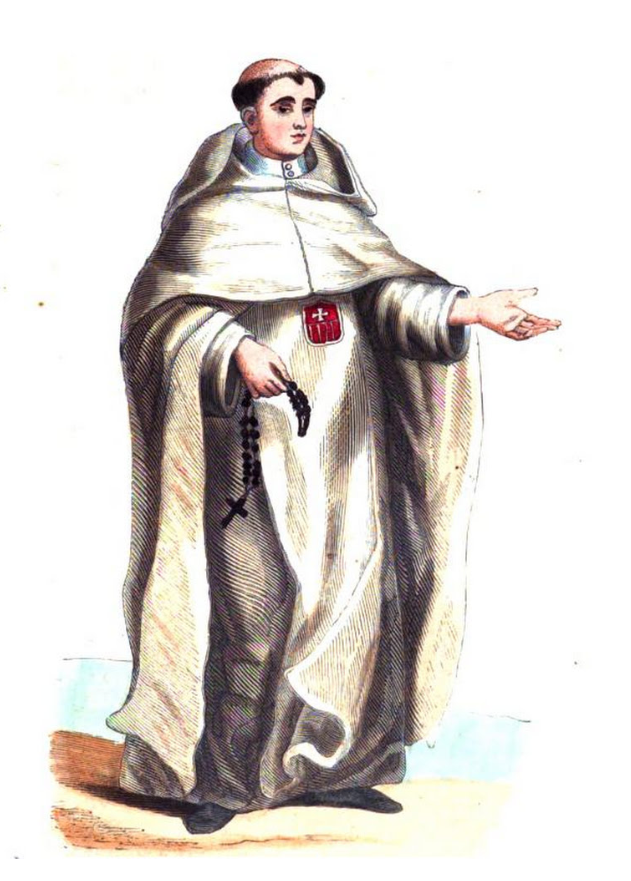
Dibuix de l'hàbit dels mercedaris.

Magí Ferrer i Pons (Barcelona, 18 d'octubre de 1792 - Madrid, 16 d'abril de 1853) fou un frare mercedari i escriptor carlí català. És conegut per haver estat un dels primers propagandistes de la causa carlina.
Era fill de Marià Ferrer i Magina Pons. El 1807, a catorze anys, entrà a l'orde de la Mercè, on va estudiar amb irregularitat per causa de la Guerra de la Independència Espanyola. Després de la restauració de Ferran VII, va passar concursos i va obtindre el diploma de presentat de càtedra. A partir del 1824 fou rector del col·legi de Sant Pere Nolasc de Tarragona. Després va treballar de secretari de cambra en els bisbats de Solsona i de Burgos.
Després de l'esclat de la primera guerra carlina, escriví La cuestión dinástica a favor dels drets a la corona de l'infant Carles Maria Isidre de Borbó, que no obstant tan sols va poder ésser publicada bastants anys després de la seva mort, el 1869, un cop enderrocada Isabel II. Durant la primera guerra carlina Magí Ferrer hauria arribat a proposar a la junta carlina de Berga que demanés al pretendent el restabliment dels furs catalans suprimits el 1714, segons va afirmar Joan Mañé i Flaquer al Diario de Barcelona mig segle després. Amb la derrota dels partidaris de Don Carles s'exilià durant un temps a França.
Li atribueixen d'haver fet publicar a Barcelona l'any 1840, tot just acabada la guerra, una història del comte d'Espanya, amb el pseudònim de Felix Ramon Tresserra y Fábrega, qui hauria estat un isabelí imaginari. No obstant, l'historiador del carlisme Melcior Ferrer ho posa en dubte degut a la diferència d'estils. Aquell any també va escriure una història política i militar sobre Napoleon Bonaparte. El 1841 publicà a Tolosa una obra en francès en defensa dels drets de l'Església a Espanya. La seva obra més important fou Las leyes fundamentales de la Monarquía Española según fueron antiguamente, y según conviene que sean en la época actual (1843), que va fer imprimir a Barcelona en dos volums.
En la seva faceta lexicogràfica, va publicar dos diccionaris castellà-català, que van ser reeditats durant el regnat d'Isabel II, i en els quals proposà per al català innovacions ortogràfiques com l'adopció de la grafia ñ en lloc del dígraf ny o la supressió de la h final en els mots acabats en c.
Va destacar com a predicador catòlic, predicant la quaresma de les reials Ordres a Madrid, la del Pilar a Saragossa i molts sermons. Va instal·lar una impremta en el seu convent, i ell mateix tirava com impressor. Quan treballava com a secretari de l'arquebisbe de Burgos Cirilo de Alameda y Brea, li van encarregar la redacció i direcció de la Librería religiosa de Barcelona, però morí el 16 d'abril de 1853 a Madrid, quan anava cap a la ciutat comtal. Fou sepultat a l'església de Sant Jaume.

## Obres
- Diccionario manual castellano-catalán (1836)
- Diccionario catalán-castellano (1839)
- Historia de la última época de la vida política y militar del conde de España y de su asesinato (Felix Ramon Tresserra y Fábrega, 1840)
- Historia política y militar de Napoleon Bonaparte, puesta en su verdadero punto de vista (Fortian José Pons, 1840)
- De la doctrine, des droits et des malheurs de l'Eglise d'Espagne (1841)
- La alocución de N. S.mo P. Gregorio XVI vindicada de las declamaciones hipócritas y calumniosas del Manifiesto publicado en nombre del Gobierno español (1841)
- Las leyes fundamentales de la Monarquía Española según fueron antiguamente, y según conviene que sean en la época actual (1843)
- Impugnación crítica de la obra titulada: Independencia constante de la Iglesia Hispana y necesidad de un nuevo Concordato (1844)
- Historia del derecho de la Iglesia en España (1845)
- La cuestión dinástica (1869)